# Asperhofen
Asperhofen är en ort och kommun  i Österrike. Den ligger i distriktet Sankt Pölten-Land i förbundslandet Niederösterreich, 30 kilometer väster om huvudstaden Wien.
Kommunen består av 20 orter (Ortschaften) (inom parentes invånarantal 1 januari 2024):

- Asperhofen (698)
- Diesendorf (99)
- Dornberg (44)
- Dörfl (37)
- Erlaa (61)
- Geigelberg (40)
- Grabensee (202)
- Großgraben (140)
- Habersdorf (33)
- Hagenau (42)
- Haghöfen (60)
- Johannesberg (49)
- Kerschenberg (23)
- Kleingraben (4)
- Maierhöfen (14)
- Paisling (59)
- Siegersdorf (425)
- Starzing (131)
- Weinzierl (17)
- Wimmersdorf (176)